# Боярин, Даниэль
Даниэль Боярин (Дэниел Бойэрин, англ. Daniel Boyarin, ивр. דניאל בויארין‎; род. в 1946 году) — американско-израильский религиовед, историк религии, профессор талмудических исследований Факультета ближневосточных исследований и риторики Калифорнийского университета в Беркли (США), исследователь иудео-христианских отношений и Талмуда в свете психоанализа и гендерной теории. Определяет себя как «ортодоксальный еврей, троцкист и талмудист», а также феминист и критик сионизма. Брат — ученый-антрополог Йонатан Боярин, иногда выступающий его соавтором.

## Жизненный путь
Родился в светской еврейской (литвакской) семье в Асбери-Парке, штат Нью-Джерси. Участвовал в молодёжном социалистическом и сионистском движениях. Учился в Годдард-колледже, Иудейской теологической семинарии Америки и Колумбийском университете. Под влиянияем распространённого на пике нью-эйджа увлечения мистицизмом заинтересовался каббалой и уехал изучать её в Иерусалим, где на занятиях по изучению Талмуда в Иерусалимском университете встретил свою будущую жену. Преподавал в Университете имени Бен-Гуриона в Негеве, Еврейском университете в Иерусалиме, Университете имени Бар-Илана, Йеле, Гарварде, Иешива-университете и, наконец, Калифорнийском университете в Беркли. Он является членом семинара Еноха и консультативного совета журнала «Ханох». В 2005 году был избран членом Американской академии искусств и наук.

## Творчество
Труды Боярина отображают широкий и постоянно меняющийся круг научных интересов. Докторская диссертация посвящена Вавилонскому Талмуду. Первая книга Боярина, написанная на иврите, посвящена талмудической методологии средневекового испанского раввина Исаака Канпантона (1360—1463); в первой его англоязычной книге — «Интертекстуальность и чтение мидраша» (1990) — он выступает пионером в использовании теории литературы в иудаике.
Новаторской была и работа «Израиль по плоти: О сексе в талмудической литературе» (Carnal Israel: Reading Sex in Talmudic Culture, 1993), переведённая на русский язык — первое в области иудаики гендерное исследование (Боярин возглавлял Центр ЛГБТ-исследований в университете Беркли и Центр по изучению сексуальности). Книга снискала высокие оценки таких обозревателей, как Марта Нуссбаум. В русскоязычной рецензии указывается, что «Боярин внедрил в талмудические штудии принципы нового историцизма, применил фукодианские парадигмы истории сексуальности и инструментарий антропологии тела».
Активно занимался изучением соотношения иудаизма и раннего христианства, итогом чего стала книга об апостоле Павле «Радикальный еврей: Павел и политика идентичности» (A Radical Jew: Paul and the Politics of Identity, 1994). По словам Боярина, «евреи часто обвиняют христиан в том, что они присвоили себе Ветхий Завет, но они присвоили еще и Новый», в котором на самом деле «нет ни одного нееврейского текста». Поэтому новозаветные книги, несмотря на позднейшие интерпретации христианскими толкователями, несправедливо отвергнуты еврейской культурой, тогда как их, напротив, следует считать её достоянием наряду с Кумранскими рукописями.
Вопросы иудеохристианства и паулианства, а также отделения христианской общины от иудейской (окончательное отмежевание которых относит аж к концу IV в.), продолжает в книгах «Граница» (Border Lines: The Partition of Judaeo-Christianity, 2004) и «Еврейские Евангелия: История еврейского Христа» (The Jewish Gospels: The Story of the Jewish Christ, 2012). При этом он находит зачатки новозаветных идей боговоплощения и Логоса (а, следовательно, и Троицы) в иудейском дискурсе до возникновения христианства, а основное разногласие между двумя религиями находит вовсе не в этих концепциях, а в перенесении христианами роли мессии из сферы материальной в духовную. Сам Боярин является сторонником мессианства: «Я уверен, что мессия еще не приходил, но я верю, хотя хотел бы верить сильнее, что он придет. И я не знаю, кого Б-г решит послать нам: может быть, это будет Иисус, а может — Любавичский Ребе».
Боярин считает, что «задача каждого человека — менять мир к лучшему» и отстаивает участие в массовых уличных движениях наподобие «Occupy Wall Street»: «Если раньше целью революции была справедливость, то теперь это вопрос выживания. Капитализм разрушает мир. Если не будет революции, мы умрем через 50 лет, потому что капиталисты загрязняют воду и воздух. С другой стороны, если будет революция, то она неизбежно выльется в некую разновидность сталинизма. Единственное решение проблемы, на мой взгляд, — мирная бескровная революция, которая выводит на улицы людей, готовых сказать: „Нет! Нам нужны перемены“». Критикует политику государства Израиль: «Многие христиане говорили, что христианство умерло в Освенциме, Треблинке и Собиборе. Я боюсь, Б-же упаси, что и мой иудаизм умирает в Наблусе, Дехейше, Вефиле (Бейт-Эле) и эль-Халиле (Хевроне)».
С дискуссии о произведениях Боярина начинается израильский художественный фильм Йосефа Седара «Сноска».